# Kill Me Please
Kill Me Please és una pel·lícula francesa-belga dirigida per Olias Barco, estrenat el 2010.

## Argument
El doctor Kruger somia amb portar el "suïcidi a la modernitat". Ofereix als seus pacients el servei d'una clínica on es pot morir amb total tranquil·litat, amb una copa de xampany a la mà. Però a la clínica de la "mort ideal", res no surt com estava previst.

## Repartiment
- Aurélien Recoing: Doctor Kruger
- Benoît Poelvoorde: Sr. Demanet
- Bouli Lanners: Sr. Vidal
- Virginie Efira: Inspectora Evrard
- Virgil Bramly: Virgili
- Daniel Cohen: Jean-Marc
- Saul Rubinek: Jack Breiman
- Stéphanie Crayencour: Sophia
- Gérard Rambert: Senyor Nora
- Vincent Tavier: Senyor Plouvier
- Zazie de Paris: Madame Rachel
- Clara Cleymans: Julia Davidson
- Olga Grumberg: Ingrid
- Philippe Nahon: Senyor Antoine
- Nicolas Buysse: infermera Luc
- Jérôme Colin: infermera Bob
- Muriel Bersy: infermera Muriel
- Ingrid Heiderscheit: infermera Sylvie
- Stéphane Malandrin: l'assistent del doctor Kruger, Steve

## Transmèdia
Per a la seva estrena, la pel·lícula es va beneficiar d'una operació transmèdia original amb emissió prèvia de la pel·lícula al lloc web RTBF, precedida d'una investigació real/falsa emesa diàriament al mateix lloc durant tres setmanes, produïda pel periodista Jérôme Colin, també actor de la pel·lícula, a la clínica de suïcidi real/falsa el perfil de Facebook i el lloc web de la qual s'havien creat per separat.

## Rodatge
La pel·lícula es va rodar en tres setmanes al Domaine de Ronchinne, que es troba prop de Crupet, a la província de Namur a Bèlgica.
El lloc també va acollir el rodatge el 2015 d'algunes escenes de la pel·lícula Les Visiteurs : La Révolution de Jean-Marie Poiré.

## Distincions
- Marc'Aurelio d'Oro; Premi de la Crítica i Premi de la Joventut (Farfalla d’Oro) del Festa del Cinema di Roma 2010.[7]
- Premi de la Crítica i Premi al Millor Director del Festival Internacional del Cinema d'Odessa 2011
- Diploma "Dark Fiction" del Premi Noves Visions al XLIV Festival Internacional de Cinema Fantàstic de Catalunya.[8]
- Nominada a la cerimònia de la Magritte du cinéma 2012 com a millor actor secundari (Bouli Lanners) i millor actriu en un paper secundari (Virginie Efira)[9]